# Woodworth (Luisiana)
Woodworth é uma cidade  localizada no estado americano de Luisiana, na Paróquia de Rapides.

## Demografia
Segundo o censo americano de 2000, a sua população era de 1080 habitantes.
Em 2006, foi estimada uma população de 1130, um aumento de 50 (4.6%).

## Geografia
De acordo com o United States Census Bureau tem uma área de
12,7 km², dos quais 12,7 km² cobertos por terra e 0,0 km² cobertos por água.

## Localidades na vizinhança
O diagrama seguinte representa as localidades num raio de 24 km ao redor de Woodworth.